# Marquis
Marquis — немецкий популярный журнал, посвящённый фетиш-моде. Издаётся известным немецким фотографом Питером Чернышом с 1994 года, выходит ежеквартально на английском и немецком языках. Для обложек журнала Marquis позировали Дита фон Тиз, Бьянка Боушам, Морриган Хэл и многие другие.
В каждом номере фотографии известных фетиш-моделей в одежде из латекса, последние новинки и тенденции фетиш-моды, новости, отчёты о событиях фетиш-сцены, анонсы предстоящих вечеринок.
С июня 2005 года выходит печатная русская версия журнала.
С 2009 года выходит русское издание журнала Marquis в формате pdf и распространяется бесплатно.